# Сто лет и чемодан денег в придачу
«Сто лет и чемодан денег в придачу» (в ориг. «Столетний старик, который вылез в окно и исчез» — швед. Hundraåringen som klev ut genom fönstret och försvann) — сатирический роман шведского писателя Юнас Юнассон, впервые опубликованный в твёрдом переплете 9 сентября 2009 года. В том же году вышла аудиокнига, а в 2010 году книга вышла в мягкой обложке. Английская версия была опубликована в Великобритании издательством Hesperus Press12 июля 2012 года, а в США издательством Hyperion Books 11 сентября 2012 года. На русском языке роман был опубликован издательством «Астрель» в 2011 году
В 2013 году по роману был снят фильм «Столетний старик, который вылез в окно и исчез». 23 августа 2017 года было объявлено о планах CBS Films и Gary Sanchez Productions снять американскую адаптацию книги с Уиллом Ферреллом в главной роли.
В 2018 году вышло продолжение книги «Случайные дальнейшие приключения столетнего старика».

## Содержание
В шведском доме престарелых отмечают столетний юбилей одного из его обитателей — Аллана Карлсона, однако юбиляр убегает из окна в тапочках и скрывается в неизвестном направлении. На ближайшей автобусной остановке он неожиданно становится обладателем чемодана денег и отправляется в неведомое. За беглецом гонятся бандиты, а затем и полиция, ему помогают встреченные по дороге новые друзья.
Аллан прожил бурную жизнь, полную приключений. Специалист по бомбам и взрывам, он исколесил земной шар и встречался с лидерами различных стран мира. Книга написана увлекательно и с мягким юмором.

## Награды
В 2010 году роман «Столетний старик, который вылез из окна и исчез» стал самой продаваемой книгой в Швеции, а к июлю 2012 года по всему миру было продано три миллиона экземпляров. Аудиокнига, начитанная актёром Бьёрном Гранатом, в 2010 году получила премию сайта аудиокниг Iris Ljudbokspris.
Книга была переведена более чем на 20 языков, а за право экранизации романа боролись более 20 киностудий.